# Аптекарский сад (Мядель)
Экскурсионно-туристический комплекс «Аптекарский сад» (Мядельский район Минской области) — основан в 2014 году в Республике Беларусь на территории Нарочанского национального парка.

## Описание
Территория Аптекарского сада расположена в лесном массиве на земельном участке площадью более 1,6 га между озер Нарочанской группы – Нарочь, Мястро и Белое.
Закладка сада началась в 2012 году в рамках реализации Государственной программы развития курортной зоны Нарочанского региона на 2011 – 2015 годы. Для широкой публики сад впервые открылся 11 июля 2014 года.
Аптекарский сад — единственный в Республике Беларусь объект, созданный на основе многовекового опыта европейских монастырей по выращиванию и культивированию редких лекарственных растений.
В Аптекарском саду в виде тематических клумб, растительных арт-объектов, лабиринтов представлено более 350 видов лекарственных, пряных, декоративных, редких растений Республики Беларусь, а также растений, занесенных в Красную книгу Республики Беларусь, которые объединены в ботанические коллекции.
Сад имеет регулярную планировку с ярко выраженным осевым построением и делится узкими дорожками на тематические группы. В центре, на пересечении дорожек, расположен один из трех водоемов с фонтаном, где водятся карпы кои. По примеру садов средневековья планировка Аптекарского сада предусматривает «лабиринт» и четыре «зелёные комнаты»:
- «Царство Морфея» - где собраны целебные травы, обладающие успокаивающим эффектом и вызывающие сонливость;
- «Аптекарский огород» - представлены лекарственные растения, применяемые не только в медицине, но широко используемые в традиционной кулинарии народов мира;
- «Ледниковый период» - представляет собой коллекцию мельничных жерновов, изготовленных из существующих разновидностей гранита Свенцянской моренной гряды, а также собрание лекарственных растений, произрастающих преимущественно в горной местности;
- «Целебная кладовая» - является собранием наиболее распространенных в дикой природе и широко применяемых в народной медицине лекарственных трав.

Аптекарский сад открыт для посещения.

## Награды
- ООО «Аптекарский сад» – Грамота XXI Республиканского туристического конкурса «Познай Беларусь» в номинации «Объект экологического туризма» (15 декабря 2023 года)[1].